# Aeroportul Collarenebri
Aeroportul Collarenebri (IATA: CRB, ICAO: YCBR) este un aeroport din Collarenebri⁠(d), Noul Wales de Sud, Australia. A fost numit după Collarenebri⁠(d).
Situat la o altitudine de 144 m, aeroportul dispune de o singură pistă.